# Noc (singel White’a 2115)
Noc – singel polskiego rapera White’a 2115, promujący album studyjny, zatytułowany Rockstar. Singel został wydany 14 lutego 2018.
Nagranie otrzymało w Polsce status podwójnie platynowego singla, przekraczając liczbę 100 tysięcy sprzedanych kopii.

## Geneza utworu i historia wydania
Utwór napisali i skomponowali Kuroime i Sebastian Czekaj.
Singel ukazał się w formacie digital download 14 lutego 2018 w Polsce za pośrednictwem wytwórni płytowej SBM Label. Kompozycja została umieszczona na debiutanckim albumie studyjnym White’a 2115 – Rockstar.

## Teledysk
Do utworu powstał teledysk, który udostępniono w dniu premiery singla za pośrednictwem serwisu YouTube.

## Lista utworów
- Digital download[4]

1. „Noc” – 3:07

## Certyfikaty
| Kraj          | Certyfikat         | Sprzedaż |
| ------------- | ------------------ | -------- |
| Polska (ZPAV) | 2× platynowa płyta | 100 000+ |